# پاتریک فلنگین
پاتریک فلنگین (انگلیسی: Patrick Flannigan; ۴ اوت ۱۹۰۹ – ۲۲ سپتامبر ۱۹۸۷) بازیکن فوتبال اهل بریتانیا بود.
از باشگاه‌هایی که در آن بازی کرده‌است می‌توان به باشگاه فوتبال برادفورد سیتی و باشگاه فوتبال لیورپول اشاره کرد.